# 旧軽井沢ゴルフクラブ
旧軽井沢ゴルフクラブ（きゅうかるいざわゴルフクラブ）は、 長野県北佐久郡軽井沢町に広がるゴルフ場である。

## 概要
軽井沢は1886年（明治19年）、英国人宣教師であるアレクサンダー・クロフト・ショーによって、リゾート開発されたことに始まる。その後、1893年（明治26年）、碓井線の横川駅（現、信越本線）から軽井沢駅まで開通し、別荘地の開発が盛んに行われるようになった。
1919年（大正8年）、徳川慶久、細川護貞らと田中實、川崎肇など東京ゴルフ倶楽部駒沢コースのグループで、軽井沢にゴルフ場を造ろうとの話が盛んになり、新たなゴルフ場建設に向け「軽井沢ゴルフ倶楽部」が設立された。ゴルフ場用地は、神田鐳蔵と野澤源次郎の所有地・離山の麓、長尾原の土地を借地契約し、9ホール規模のコースを計画、設計はセントアンドリュースのプロのトム・ニコルに依頼した。1921年（大正10年）6ホールが、翌年の1922年（大正11年）9ホールが完成し、「軽井沢ゴルフクラブ」が誕生した。日本では第7番目に開場したコースで、現存のゴルフ場では第4番目の歴史のあるゴルフ場である。
軽井沢で最も古いゴルフ場であるが、宣教師アーサー・ロイドの著書によれば、1909年時点でゴルフ場があると記されているため、以前から外国人が自分達専用のゴルフ場を所有していた可能性が高い。
1929年（昭和4年）9月、コース建設発起人会が結成され、軽井沢町成沢地区南ヶ丘の土地を買収、翌年の1930年（昭和5年）、コース移転と新コースの建設を開始した。1932年（昭和7年）、18ホールが完成した。移転後、跡地の旧軽井沢の9ホールは、地主の野澤組がパブリックコースとして運営し、1943年（昭和18年）、戦況悪化で閉鎖するまで経営が続いた。敗戦後、米軍が接収し、飛行場や乗馬に使用された。
1947年（昭和22年）、鹿島建設株式会社・鹿島守之助が9ホールを買収し、1949年（昭和24年）4月、会員制の「旧軽井沢ゴルフクラブ」を設立し運営した。その後、1955年（昭和30年）、アウトコース6ホール、インコース6ホール、計12ホールに拡張された。また、1989年（平成元年）から1995年（平成7年）にわたり、米国人のJ・M・ポーレットに設計を依頼してコース改造が行われ、12ホールとなった。
公表されている直近の理事長は、元鹿島建設代表取締役相談役の鹿島昭一。
コースの三方が山に囲まれた高原コースで、コース全体には白樺や落葉松などこの地特有の樹木に囲まれ、各ホールは樹齢を経たうっそうとした樹木によってセパレートされ、独特の雰囲気のもとにプレーを楽しむことができる。プレーで注意したいのは、フェアウエイの幅が狭いことで、ショットがラフへ行きやすく、しかも、O・Bラインがあるため、距離よりも方向性を重視したい。フェアウエイは、各ホールとも微妙なアンジュレーションに仕上げられており、技巧派プレーヤーが楽しめる造りになっている。グリーン周りは、比較的にバンカーが多く、グリーンは砲台グリーンで、アンジュレーションに富んでおり難しい。プレー方法は、アウトコース・インコース・アウトコース、または、インコース・アウトコース・インコースと周り18ホールをプレーする。

## 所在地
〒389-0102 長野県北佐久郡軽井沢町軽井沢字長尾1372-3番地

## コース情報
- 開場日 - 1919年8月1日
- 設計者 - トム・ニコル、Ｊ・Ｍ・ポーレット
- 面積 - 277,000m2（約8,37万坪）
- コースタイプ - 高原コース
- コース - 12ホールズ、パー48、3,986ヤード、コースレート70.9（OUT-IN-OUT）
- グリーン - 1グリーン、ベント
- プレースタイル - 歩いてのラウンド、全組キャディ付き、1組4人が原則だが、状況によりツーサムも可
- 練習場 - 6打席 15ヤード
- 休場日 - 毎週火曜日（7月初旬 - 9月初旬無休）、11月下旬 - 4月中旬クローズ[5][6][7]

| HOLE NO.         | 1   | 2   | 3   | 4   | 5   | 6   | OUT   | HOLE NO.         | 7   | 8   | 9   | 10  | 11  | 12  | IN    | TOTAL |
| ---------------- | --- | --- | --- | --- | --- | --- | ----- | ---------------- | --- | --- | --- | --- | --- | --- | ----- | ----- |
| Par              | 5   | 3   | 4   | 3   | 4   | 5   | 24    | Par              | 4   | 3   | 4   | 5   | 4   | 4   | 24    | 48    |
| Back T. （Yard） | 495 | 158 | 315 | 171 | 346 | 512 | 1,997 | Back T. （Yard） | 306 | 152 | 352 | 434 | 359 | 386 | 1,989 | 3,986 |
| Reg. （Yard）    | 465 | 125 | 293 | 153 | 315 | 487 | 1,838 | Reg. （Yard）    | 280 | 121 | 313 | 415 | 345 | 364 | 1,838 | 3,676 |

## 交通アクセス
- 鉄道 - 北陸新幹線・しなの鉄道 - 軽井沢駅よりタクシー利用 約6分
- 道路 - 上信越自動車道 - 碓氷軽井沢ICより 9km[5]

## エピソード

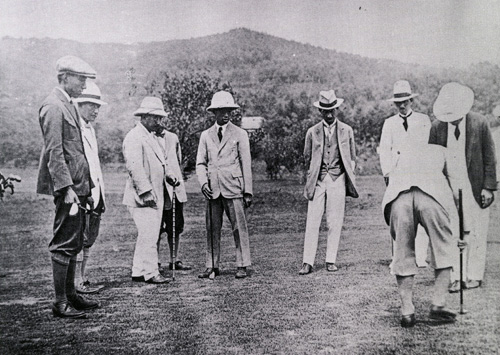
旧軽井沢ゴルフクラブでゴルフを楽しむ裕仁親王一行（1923年〈大正12年〉8月）

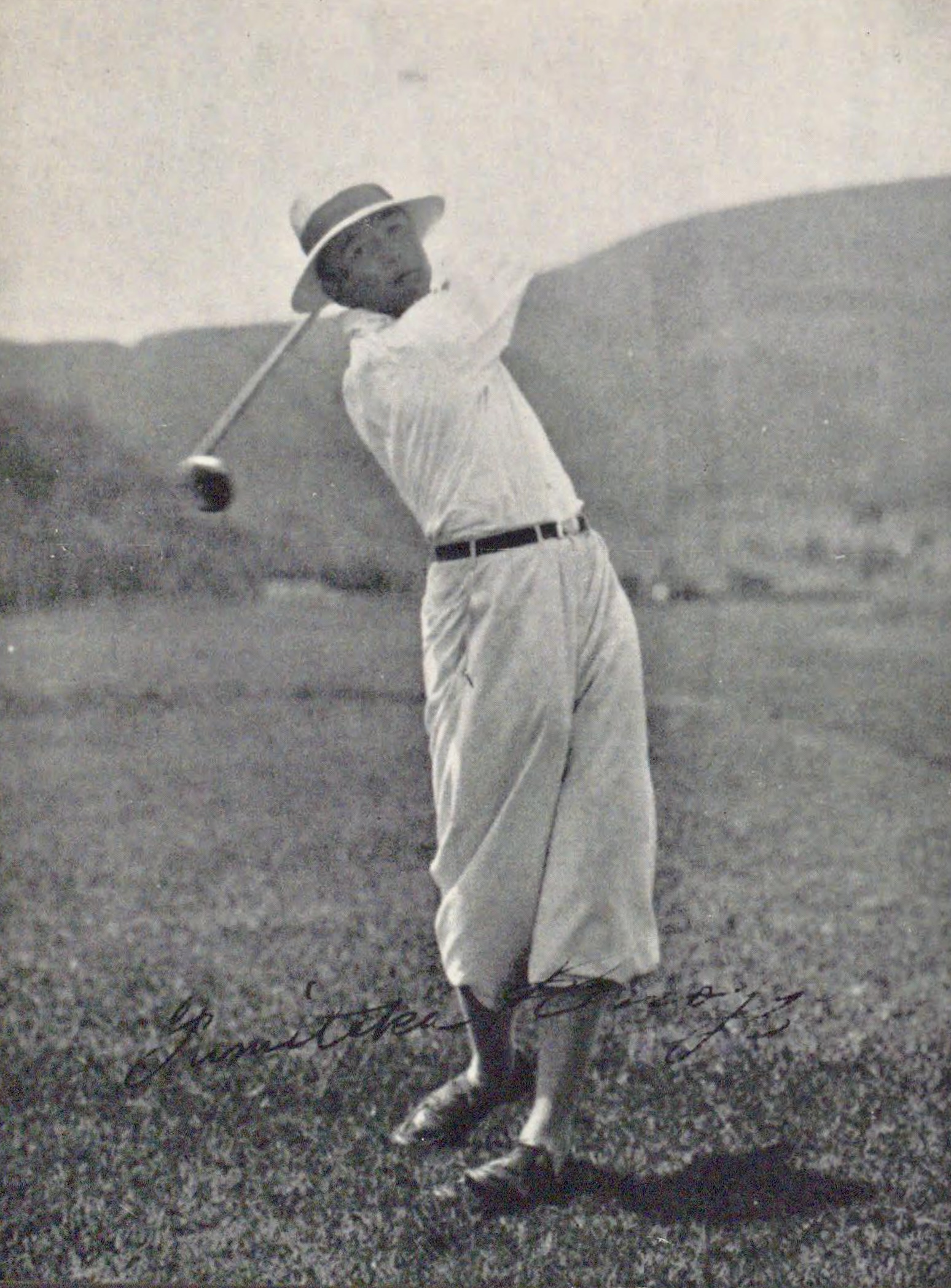
旧軽井沢ゴルフクラブでゴルフをプレイする近衛文隆（1931年〈昭和6年〉頃）

- 旧軽井沢の名称があるのは、9ホールであったコースが、地所の関係で拡張できず、他所に転出して新軽井沢を名乗ったためである。新軽井沢が完成してからは、パブリックコースの経営となり、現在の12ホールとなった[8]。
- 鹿島建設株式会社・鹿島守之助の祖父・鹿島岩蔵は、1893年（明治26年）、碓井線（現、信越本線）の建設に携わり、1899年（明治32年）、外国人向けの別荘地開発に進出した[1]。
- 土地登記簿によると、1918年（大正7年）10月、神田鐳蔵と野澤組・野澤源次郎二人の名義で、長尾原の土地約6万坪が購入されている。この土地は、1887年（明治20年）、稲垣正直が鳥居義処から買い取り、明治末まで稲垣牧場を経営していた大草原で、その後、何人かの所有者を経て神田鐳蔵と野澤源次郎の手に渡った[9]。
- 1920年（大正9年）、「軽井沢ゴルフ倶楽部」が発足し、ゴルフ場用地は神田と野澤の両氏から借りることになり、同年9月、借地契約が結ばれた。地主は、神田鐳蔵、野澤組。借主は、侯爵・徳川慶久、田中實、西邑清。立会人は、伯爵・加藤高明。条件は、期間15年。賃貸料は、最初の5ケ年は年額100円、次の5ケ年は年額1,000円、次の5ケ年は年額2,000円[9]。
- 1921年（大正10年）頃のゴルフ場は、フェアウェイは野生の野芝であり、グリーンはサンドグリーンだったが、1923年（大正12年）、高麗芝に改造された。また、クラブハウスはなく、プレー途中で別荘に戻るか、食事は出前を取った。その後、数年間は川田男爵の元別荘をクラブハウスに利用していた[1]。
- 1989年（平成元年）から1995年（平成7年）にかけて、創立70周年記念事業として、米国のコース設計家・J・M・ポーレットに依頼して、コース改造が行われた。彼は、「最も誉れ高いコースのひとつ」を念頭に入れて改造した[1]。

## 関連文献
- 『全国ゴルフ・コース案内 関東篇 第2集』、水谷準著、「旧軽井沢ゴルフクラブ」、東京 ベースボール・マガジン社、1961年、 2020年12月6日閲覧
- 『ゴルフ場ガイド 東版』2006-2007、「旧軽井沢ゴルフクラブ（長野県）」、東京 ゴルフダイジェスト社、2006年5月、2020年12月6日閲覧
- 『美しい日本のゴルフコース BEAUTIFUL GOLF CULTURE IN JAPAN 日本のゴルフ110年記念 ゴルフは日本の新しい伝統文化である』、ゴルフダイジェスト社「美しい日本のゴルフコース」編纂委員会編、「旧軽井沢ゴルフクラブ」、東京 ゴルフダイジェスト社、2013年12月、2020年12月6日閲覧
- 『祖父野澤源次郎の軽井沢別荘地開発史 源次郎と3人の男たち』、岡村八寿子著、中島松樹・大久保保監修、「大正11年 軽井沢に初のゴルフ場誕生」、東京 牧歌舎東京本部、2018年8月、2020年12月6日閲覧